# 沙利伊夫卡
49°39′28″N 29°41′45″E / 49.65778°N 29.69583°E
沙利伊夫卡（烏克蘭語：Шаліївка）是位於烏克蘭北部的村莊，由基辅州白采爾克瓦區的斯克維拉市鎮負責管轄。該村面積1.96平方公里，海拔高度209米，2001年人口381，人口密度每平方公里194.4人。